# Primera División de Costa Rica 1954
Die Saison 1954 war die 34. Spielzeit der Primera División de Costa Rica, der höchsten costa-ricanischen Fußballliga. Es nahmen zehn Mannschaften teil. Letztlich wurde die Saison nicht ausgetragen, im Jahr 1999 entschied man sich dann aber endgültig dazu, die Saison trotzdem als 34. Spielzeit in die Statistiken eingehen zu lassen.

## Hintergrund
Die vorherige Spielzeit dauerte noch fast bis zum Sommer 1954, danach konnten sich die Clubs mit der FEDEFUTBOL (Costa-Ricanischer Fußballverband) nicht auf einen Kalender einigen. Daher wurde im November 1954 lediglich ein Pokalwettbewerb mit den 10 Erstligaclubs ausgetragen (und im Januar 1955 mit der nächsten Saison begonnen). 1999 mit der Gründung der UNAFUT (Ligabetriebsgesellschaft, vergleichbar mit der DFL in Deutschland) entschied man sich dazu, die Saison 1954 trotzdem als 34. Spielzeit anzugeben, statt des Meisters wird einfach nur desierto (abgesagt) angegeben.

## Endstand
| Pl. | Verein                       | Sp. | S | U | N | Tore    | Diff. | Punkte |
| --- | ---------------------------- | --- | - | - | - | ------- | ----- | ------ |
| 1.  | CD Saprissa                  | 0   | 0 | 0 | 0 | 000:000 | ±0    | 0      |
| 1.  | CF Universidad de Costa Rica | 0   | 0 | 0 | 0 | 000:000 | ±0    | 0      |
| 1.  | CS Cartaginés                | 0   | 0 | 0 | 0 | 000:000 | ±0    | 0      |
| 1.  | CS Herediano                 | 0   | 0 | 0 | 0 | 000:000 | ±0    | 0      |
| 1.  | CS La Libertad               | 0   | 0 | 0 | 0 | 000:000 | ±0    | 0      |
| 1.  | CS Uruguay de Coronado       | 0   | 0 | 0 | 0 | 000:000 | ±0    | 0      |
| 1.  | LD Alajuelense               | 0   | 0 | 0 | 0 | 000:000 | ±0    | 0      |
| 1.  | Orión FC                     | 0   | 0 | 0 | 0 | 000:000 | ±0    | 0      |
| 1.  | SG Española                  | 0   | 0 | 0 | 0 | 000:000 | ±0    | 0      |
| 1.  | UD Moravia                   | 0   | 0 | 0 | 0 | 000:000 | ±0    | 0      |

## Pokalwettbewerbe

### Copa Costa Rica 1954
Die Copa Costa Rica 1954 wurde als Ligaersatz ausgespielt, die 10 Erstligamannschaften wurden in zwei Gruppen aufgeteilt.
Endstand:
Gruppe A: Gimnastica, Saprissa, Alajuela, Orión und Uruguay
Gruppe B: Heredia, La Libertad, Cartago, Moravia und die UCR
Danach spielten die besten zwei jeder Gruppe eine Finalrunde, die Heredia für sich entschied.

### Copa Mayid Barzuna 1954
Die Copa Mayid Barzuna 1954 gewann Saprissa im Finale gegen Heredia.